# St.-Vitus-Kirche (Wilkenburg)

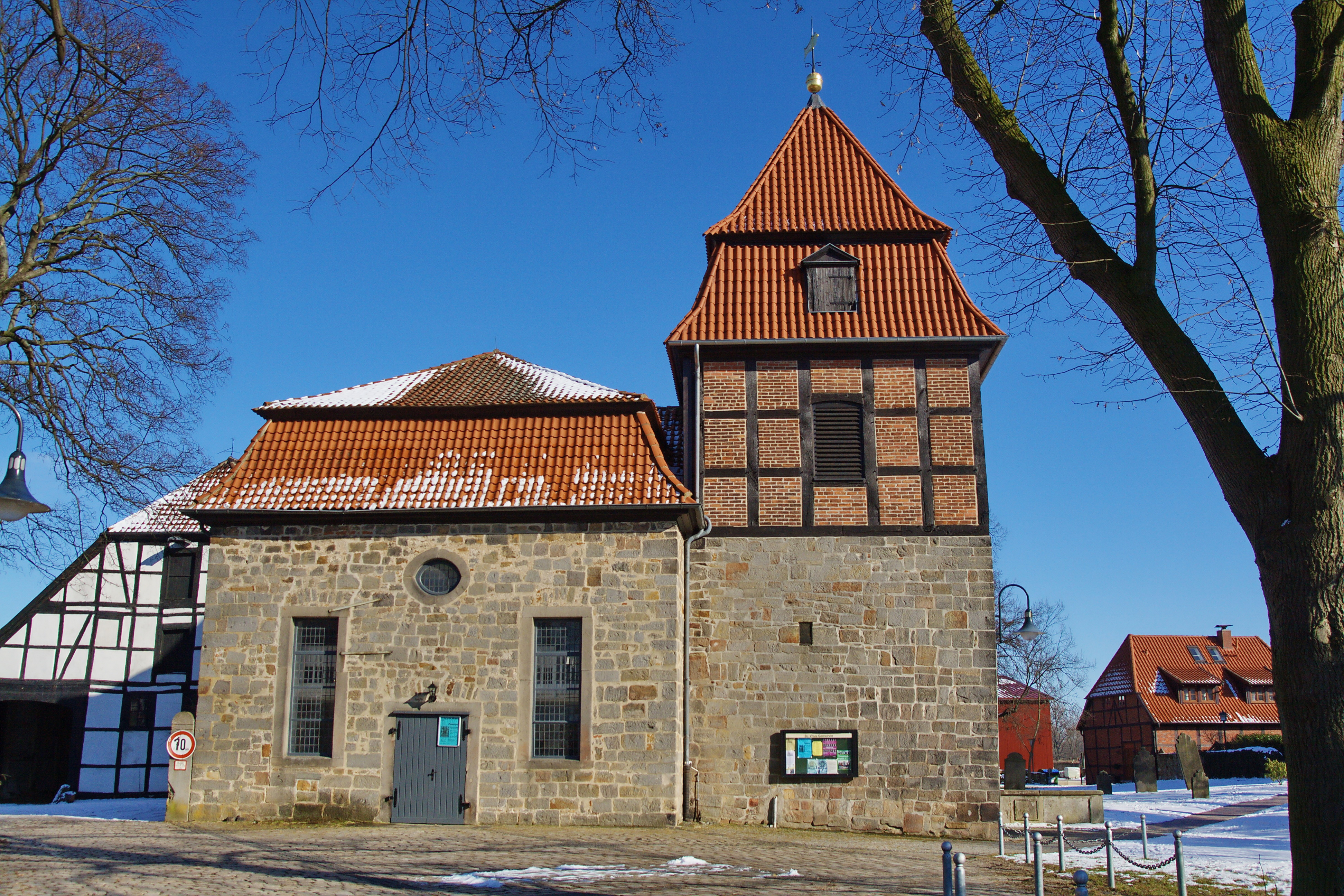
Die St.-Vitus-Kirche in Wilkenburg

Die St.-Vitus-Kirche ist eine Kirche in Wilkenburg, einem Stadtteil von Hemmingen in der Region Hannover in Niedersachsen.
Das denkmalgeschützte Gebäude ist das nach der Nikolai-Kirche in Hiddestorf zweitälteste Bauwerk in der Stadt Hemmingen.

## Geschichte

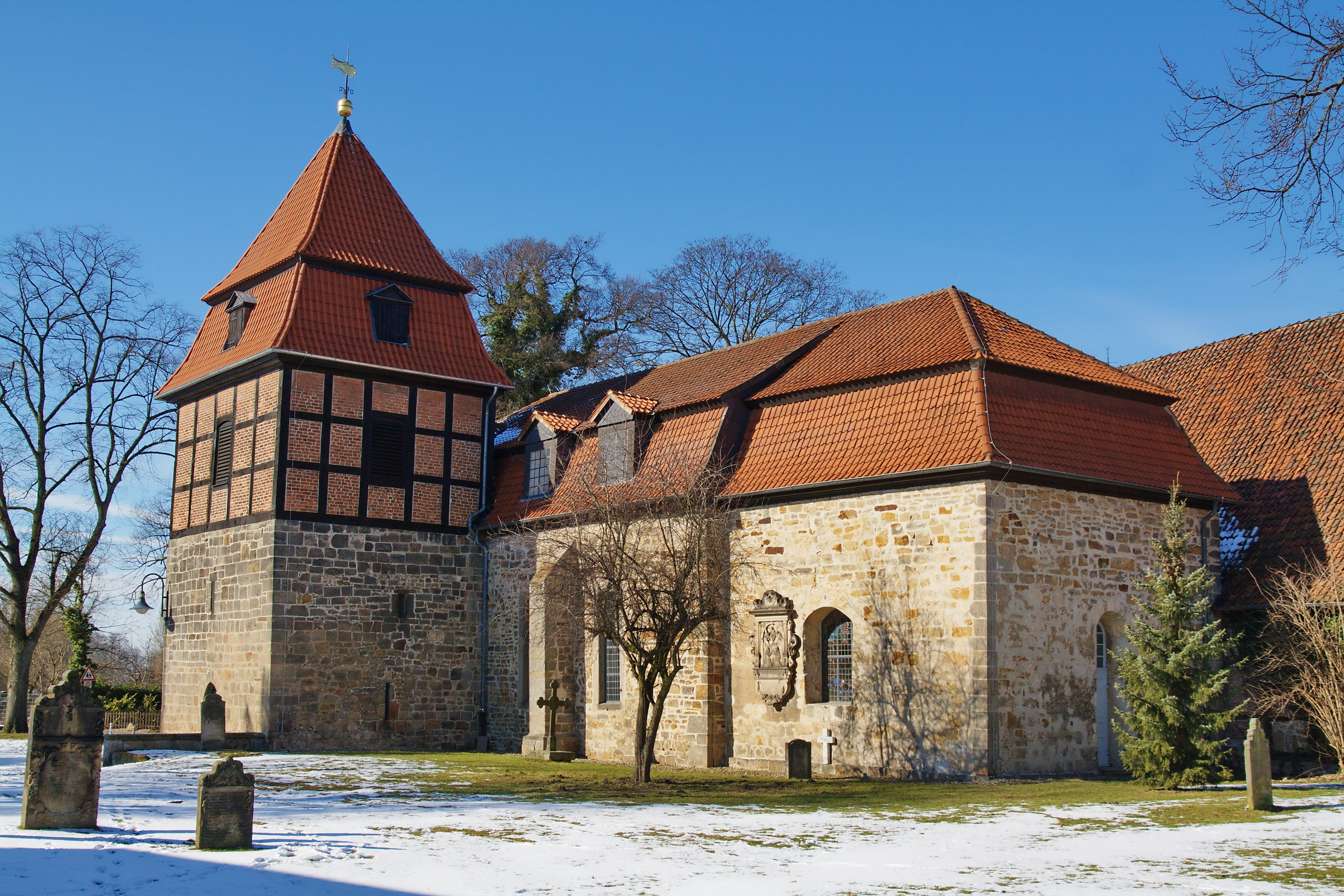
Südostansicht

Laut bei der Renovierung der Kirche im Jahr 2001 durchgeführten bauarchäologischen und bauhistorischen Untersuchungen wurde in der ersten Hälfte des 12. Jahrhunderts am Standort der heutigen Kirche eine romanische Saalkirche errichtet. Das erhaltene Kirchenschiff ist der älteste Bauteil der St.-Vitus-Kirche.
Dem Baustil der Bauzeit entsprechen die im vermauerten Zustand noch nachweisbaren hochgelegenen Rundbogenfenster an den Längsseiten. Die gut erkennbaren vermauerten Bögen an der Nordseite und Südseite des Kirchenschiffs deuten darauf hin, dass das Gebäude im 12. Jahrhundert über Seitenarme verfügte. Solche Seitenarme wurden üblicherweise als Grablege genutzt. Dies lässt vermuten, dass die Kirche als Eigenkirche des ortsansässigen Gutsherrn gegründet wurde.
Der ursprüngliche Chor der Kirche wurde bereits im 12. Jahrhundert durch einen größeren, seither erhalten gebliebenen, Chor ersetzt.
An der Südseite der Kirche wurde im 12. Jahrhundert eine Vorhalle angebaut. Auf ihrem Standort steht der später errichtete Kirchturm.
Die Kirche zu Wilkenburg wurde schon in Schriften im Jahr 1438 als Parochialkirche bezeichnet.
Nach der um das Jahr 1542 erfolgten Einführung der Reformation im Fürstentum Calenberg hatte dessen Landesherr Erich, ein Herzog zu Braunschweig-Lüneburg, das Kollationsrecht der Pfarre der Kirche in Wilkenburg samt der zugehörigen Kapellen in Arnum und Hemmingen.
Im Dreißigjährigen Krieg wurden Wilkenburg und seine Kirche 1625 durch Tillys katholische Truppen und 1640 durch schwedische protestantische Truppen geplündert.
Schon kurz nach Beendigung der Kampfhandlungen in Norddeutschland erfolgten umfangreiche Reparaturen und die Kirche erhielt noch im 17. Jahrhundert ihre barocke Innenausstattung.
Anfang des 18. Jahrhunderts wurde in die Außenwand des Chors eine Türöffnung gebrochen und 1704 das Chorfenster vergrößert.
Auch das Kirchenschiff erhielt größere Fenster auf seiner Südseite.
Im Jahr 1774 wurde ein Entwurf für den Neubau der Kirche von der Bauverwaltung des Konsistoriums abgelehnt. Auch die stattdessen genehmigte Reparatur wurde nicht durchgeführt. 1777 gab es wieder einen Neubauplan.
Im 18. Jahrhundert erhielt die Kirche eine neu aufgemauerte Westfassade. Das Kirchendach wurde in veränderter Form als Mansarddach mit Dachfenstern neu konstruiert. Im Turm wurde ein neuer, vom Boden bis ins Obergeschoss reichender, selbsttragender hölzerner Glockenstuhl eingebaut. Der Turm erhielt ein Fachwerkobergeschoss und eine Mansarddachhaube.
Die Wetterfahne des Turms ist mit 1778 datiert.
Kirchenglocken und metallene Orgelpfeifen mussten im Ersten Weltkrieg für die Rüstungsproduktion abgeliefert werden. In den 1920er Jahren wurden Glocken und Pfeifen ersetzt.   Im Zweiten Weltkrieg musste aber auch diese abgeliefert werden.
Durch Luftangriffe wurden in den Jahren 1943 und 1945 Dach, Fenster, Wände und Decke beschädigt. 1945 stürzte ein Teil des Daches ein.
Das Hochwasser der Leine im Februar 1946 traf auch Wilkenburg und die St.-Vitus-Kirche. Es gab starke Feuchtigkeitsschäden an Wänden, Fußböden, Gestühl, Altar und Kanzel.
Den 1946 begonnenen Reparaturen folgte in den Jahren 1961 bis 1963 die Beseitigung der Feuchtigkeitsschäden.
Der hohe Grundwasserspiegel und die jährlich auftretenden Hochwasser in der Leineniederung führten in den 1990er Jahren wieder zu erheblichen Schäden am Verputz. Bis 2001 erfolgte daher eine erneute Renovierung des Innenraums.

## Patrozinium
Der heilige Vitus wird im Jahr 1462 als Patron der Kirche erwähnt.
Ein türbreiter Stein über einem vermauerten Eingang an der Nordseite des Schiffs zeigt Spuren der Gravierung eines Adlers und eines Löwen, der Attribute des Vitus.

## Beschreibung

### Kirchenschiff
Das heutige Kirchenschiff ist der älteste Teil der Kirche. Es ist ein außen etwa 20 m langer und 10 m breiter, im Jahr 1704 umgestalteter Saalbau in Bruchsteinmauerwerk. Die Decke des Innenraums ist ein verputztes, segmentbogiges, hölzernes Tonnengewölbe. Das Schiff hat seit dem 18. Jahrhundert ein Mansarddach.

### Chor
Der romanische Ostchor auf rechteckigen Grundriss stammt aus dem 12. Jahrhundert. Er ist etwa 9 m lang und 9 m breit. Seine Decke ist ein rippenloses Kreuzgewölbe.
Der Chor und das breitere Schiff sind durch einen halbkreisförmigen Triumphbogen verbunden.

### Kirchturm

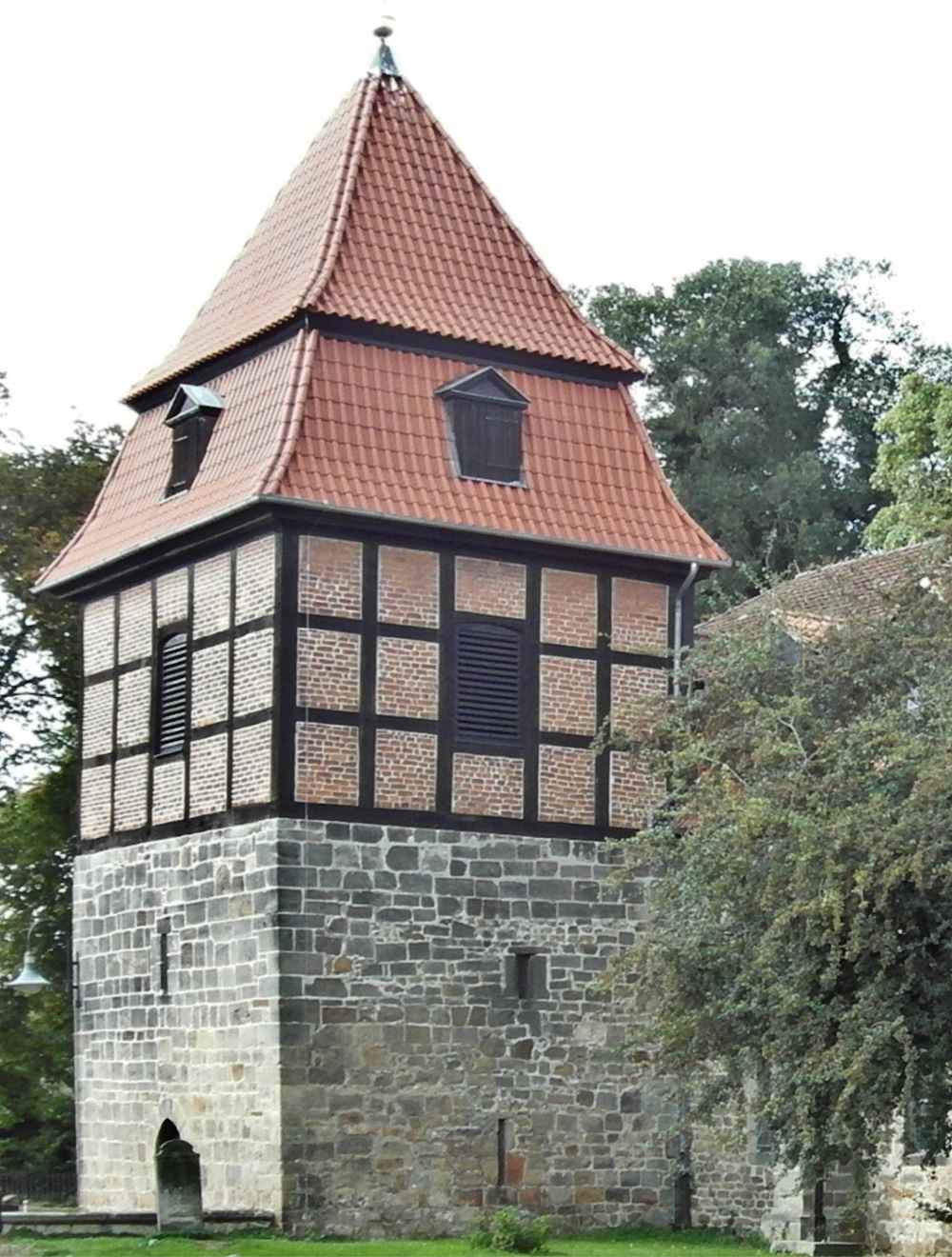
Der Turm

Das Rittergut Wilkenburg war 1215 in den Besitz der Familie von Alten gekommen.
Ende des 14. Jahrhunderts kam es zu einem Rechtsstreit zwischen Werner von Alten und den Herzögen Bernhard und Heinrich zu Braunschweig-Lüneburg. Diese hatten auf Altens ererbten Land und Gut zu Wilkenburg ein befestigtes Schloss für ihren Amtmann errichten lassen. Dazu war auch die Vorhalle der Wilkenburger Kirche abgebrochen und durch einen Kirchturm ersetzt worden. 1398 sagten die Herzöge zu, diese Bauten wieder abreißen zu lassen.
Trotz eines Schiedsspruchs, der dies allen Beteiligten untersagt hatte, errichteten Alten und sein Sohn ihrerseits Befestigungen auf ihrem Gut in Wilkenburg. Dagegen klagten nun die Herzöge. Die noch unfertigen befestigten Bauten von Gut und Kirchturm sollten den Bürgern von Hannover zum Abbruch übergeben werden. Es ist jedoch nicht überliefert, ob der Turm erneut abgebrochen wurde.
Der Turm mit etwa 8 × 8 m Grundfläche steht an der Südseite neben dem Westende des Kirchenschiffs.
Der untere Bereich weist architektonische Spuren des mehrfachen Aufbaus und Wiederabbruchs auf.
Das Datum 1461 steht in der Sonnenuhr über der spitzbogigen unprofilierten Tür an seiner Südseite in gotischen Minuskeln m.cccc.lxi. Das Unterteil des Turms ist ein Quadermauerwerk. Die später darauf gesetzte Glockenstube ist in Fachwerkbauweise errichtet und hat ein Mansarddach.

## Ausstattung
Die Innenausstattung der St.-Vitus-Kirche stammt stilistisch einheitlich aus dem 17. Jahrhundert.
Der Sandsteinaltar im Barockstil hat vier gewundene Säulen, die den geschmückten Aufbau tragen.
Als Altarbild diente bis ins Jahr 1898 ein Ölgemälde mit Angehörigen der Familie von Alten. Es wurde durch eine von Gustav Otto Müller geschaffene Ecce-homo-Darstellung ersetzt. Seit der Nachkriegszeit des Zweiten Weltkriegs ist ein Abendmahlsgemälde das Wilkenburger Altarbild.
Die hölzerne Kanzel ist mit Figuren der Evangelisten verziert.
Der sechseckige Kessel des auf das Jahr 1643 datierten achteckigen, aus Sandstein hergestellten Taufsteins wird von drei knienden Engeln getragen.
Die aus dem Jahr 1672 stammende hölzerne Empore ist mit den Wappen derer von Alten und anderer Adelsfamilien verziert und mit Szenen aus dem Leben Jesu geschmückt.

## Nutzung
Die St.-Vitus-Kirche ist das Gotteshaus der St.-Vitus-Kirchengemeinde Wilkenburg-Harkenbleck im Kirchenkreis Laatzen-Springe im Sprengel Hannover der Evangelisch-lutherischen Landeskirche Hannovers.
Zur Kirchengemeinde gehören die Hemminger Ortsteile Wilkenburg und Harkenbleck. Die Kapellengemeinde in Arnum gehörte bis 1968 und die in Hemmingen bis 1976 zur St.-Vitus-Kirche. Sie wurden zu selbstständigen Kirchengemeinden und verfügen über damals neuerrichtete Kirchengebäude.
Seit der Einführung der Reformation bis nach dem Zweiten Weltkrieg hatte die St.-Vitus-Kirche immer einen evangelischen Pastor.
Bedingt durch den Zuzug von Vertriebenen und Flüchtlinge wurden ab 1946 in der Kirche zuweilen auch katholische Messen gehalten, da es in Wilkenburg und den umliegenden Orten an katholischen Gotteshäusern fehlte, beziehungsweise die 1960 in Arnum errichtete Kirche Herz Mariä nicht ausreichte.
In der St.-Vitus-Kirche treten des Öfteren Musiker, Ensembles und Chöre mit moderner oder klassischer Musik auf.

## Förderverein
Der „Förderverein der St.-Vitus-Kirche zu Wilkenburg“ wurde im September 1998 gegründet. Er warb die für die damals erforderliche Renovierung erforderlichen Mittel ein.
Bis Anfang 2019 brachte der Verein über 100.000 Euro für die Restaurierung und Renovierung des Bauwerks auf.